# 1479 w literaturze
Wydarzenia literackie w 1479 roku.

## Nowe książki
- Rodolphus Agricola, De inventione dialectica

## Zmarli
- Jorge Manrique, hiszpański poeta